# Rüppells kanarie
De rüppells kanarie (Crithagra tristriata; synoniem: Serinus tristriatus) is een zangvogel uit de familie Fringillidae (vinkachtigen).

## Verspreiding en leefgebied
Deze soort komt voor in noordelijk Ethiopië, Eritrea en noordwestelijk Somalië.